# Ielena Danilova (triathlon)
Pour les articles homonymes, voir Ielena Danilova et Danilova.
Ielena Danilova (russe : Елена Данилова), née le 7 février 1991, est une triathlète russe, double championne de Russie de triathlon (2013 et 2017).

## Palmarès
Le tableau présente les résultats les plus significatifs (podium) obtenus sur le circuit national et international de triathlon et aquathlon depuis 2012,.
| Année | Compétition                                               | Pays       | Position           | Temps           |
| ----- | --------------------------------------------------------- | ---------- | ------------------ | --------------- |
| 2017  | Championnat de Russie                                     | Russie     | Médaille d'or      | 2 h 16 min 44 s |
| 2017  | Coupe d'Afrique - l'étape de Sharm El Sheikh              | Égypte     | Médaille d'or      | 1 h 8 min 21 s  |
| 2016  | Coupe du monde - l'étape de Tiszaújváros                  | Hongrie    | Médaille de bronze | 1 h 0 min 25 s  |
| 2016  | Coupe d'Europe de triathlon - l'étape de Weert            | Pays-Bas   | Médaille d'argent  | 1 h 55 min 51 s |
| 2015  | Coupe d'Europe de triathlon - l'étape d'Antalya           | Turquie    | Médaille d'or      | 2 h 0 min 14 s  |
| 2015  | Championnat du monde d'aquathlon                          | États-Unis | Médaille d'argent  | 0 h 29 min 57 s |
| 2014  | Coupe d'Europe de triathlon - l'étape d'Antalya           | Turquie    | Médaille d'argent  | 1 h 59 min 43 s |
| 2014  | Coupe d'Europe de triathlon - l'étape de Constanta-Mamaia | Roumanie   | Médaille d'argent  | 2 h 9 min 44 s  |
| 2013  | Championnat de Russie                                     | Russie     | Médaille d'or      | 2 h 5 min 10 s  |
| 2013  | Coupe d'Europe de triathlon - l'étape de Penza            | Russie     | Médaille d'or      | 2 h 5 min 10 s  |
| 2012  | Coupe d'Europe de triathlon - l'étape d'Istanbul          | Turquie    | Médaille d'argent  | 2 h 8 min 43 s  |
| 2012  | Coupe d'Europe de triathlon - l'étape de Penza            | Russie     | Médaille d'or      | 2 h 7 min 18 s  |